# Транскрипционная система Легга
Транскрипционная система Легга — система романизации китайского (севернокитайского) языка, разработанная в XIX веке британским миссионером и синологом Джеймсом Леггом при переводе на английский язык классических китайских философских трудов. Сделанный Леггом с использованием этой системы перевод китайской классической «Книги Перемен» до сих пор считается одним из классических переводов этого труда на английский, также систему Легга использовал в своих публикациях о «Книге Перемен» Алистер Кроули. Однако она не получила широкого распространения, так как стандартом романизации китайских слов для английского языка с конца XIX века стала транскрипционная система Уэйда — Джайлза.

## Описание системы

### Согласные
|             |                  | Губно-губные | Губно-губные | Губно-зубные | Альвеолярные  | Альвеолярные | Ретрофлексные  | Ретрофлексные | Палато-альвеолярные | Заднеязычные | Заднеязычные |
| Глухие      | Звонкие          | Глухие       | Глухие       | Звонкие      | Глухие        | Звонкие      | Глухие         | Глухие        | Звонкие             |              |              |
| ----------- | ---------------- | ------------ | ------------ | ------------ | ------------- | ------------ | -------------- | ------------- | ------------------- | ------------ | ------------ |
| Носовые     | Носовые          |              | m [m] ㄇ m   |              |               | n [n] ㄋ n   |                |               |                     |              | ng [ŋ] ng    |
| Взрывные    | Непридыхательные | p [p] ㄅ b   |              |              | t [t] ㄉ d    |              |                |               |                     | k [k] ㄍ g   |              |
| Взрывные    | Придыхательные   | ph [pʰ] ㄆ p |              |              | th [tʰ] ㄊ t  |              |                |               |                     | kh [kʰ] ㄎ k |              |
| Аффрикаты   | Непридыхательные |              |              |              | 𝖟 [ts] ㄗ z   |              | k [ʈʂ] ㄓ zh   |               | k [tɕ] ㄐ j         |              |              |
| Аффрикаты   | Придыхательные   |              |              |              | 𝖟h [tsʰ] ㄘ c |              | kh [ʈʂʰ] ㄔ ch |               | kh [tɕʰ] ㄑ q       |              |              |
| Фрикативные | Фрикативные      |              |              | f [f] ㄈ f   | s [s] ㄙ s    |              | sh [ʂ] ㄕ sh   |               | hs [ɕ] ㄒ x         | h [x] ㄏ h   |              |
| Плавные     | Плавные          |              |              |              |               | l [l] ㄌ l   |                | z [ɻ~ʐ] ㄖ r  |                     |              |              |

### Гласные и полугласные
В системе Легга использовались следующие гласные и полугласные:
a â  ă e ê i î o u û ü w y
Гласные также могли использоваться в диграфах:
âi âo âu eh ei ih ui

### Особенности системы
1. Для обозначения придыхания использовалась буква «h» (то есть, слог «пи», который пиньинем записывается как «pi», а в системе Уэйда-Джайлса — как «p’i», в системе Легга записывался как «phî»).
2. Вместо латинской «z» использовалась фрактурная буква «𝖟».
3. Одни и те же согласные в прямом и в курсивном написании обозначали разные звуки.